# Kvadrantidi
 Kvadrantídi  so meteorji, ki pripadajo vsakoletnemu meteorskemu roju.
Radiant Kvadrantidov leži v ozvezdju Volarja (Bootes). Ime roja izvira iz nekdanjega ozvezdja Quadrans Muralis, ki ga ne obravnavajo več kot ozvezdje (ležalo je med Volarjem in Velikim vozom oziroma Velikim medvedom). Kvadrantidi se pojavljajo v začetku januarja, svoj vrhunec pa dosežejo v noči od 3. do 4. januarja. Starševsko telo (izvorni komet) ni določen z veliko verjetnostjo. Ta roj so povezali z asteroidom 2003 EH1, ki bi lahko bil tudi komet C/1490 Y1
,
ki so ga opazovali že kitajski, japonski in korejski astronomi pred 500 leti. Ko doseže roj vrhunec, lahko vidimo od 120 do 200 meteorjev na uro. Njihova svetlost ni posebno velika, srednja hitrost delcev je okoli 40 km/s. Radiant Kvadrantidov je vedno nad obzorjem (cirkumpolarni radiant). Zaradi tega višina radianta malo vpliva na opazovanje roja. V drugi polovici noči je radiant najvišje in je opazovanje še lažje.